# هنري إروين

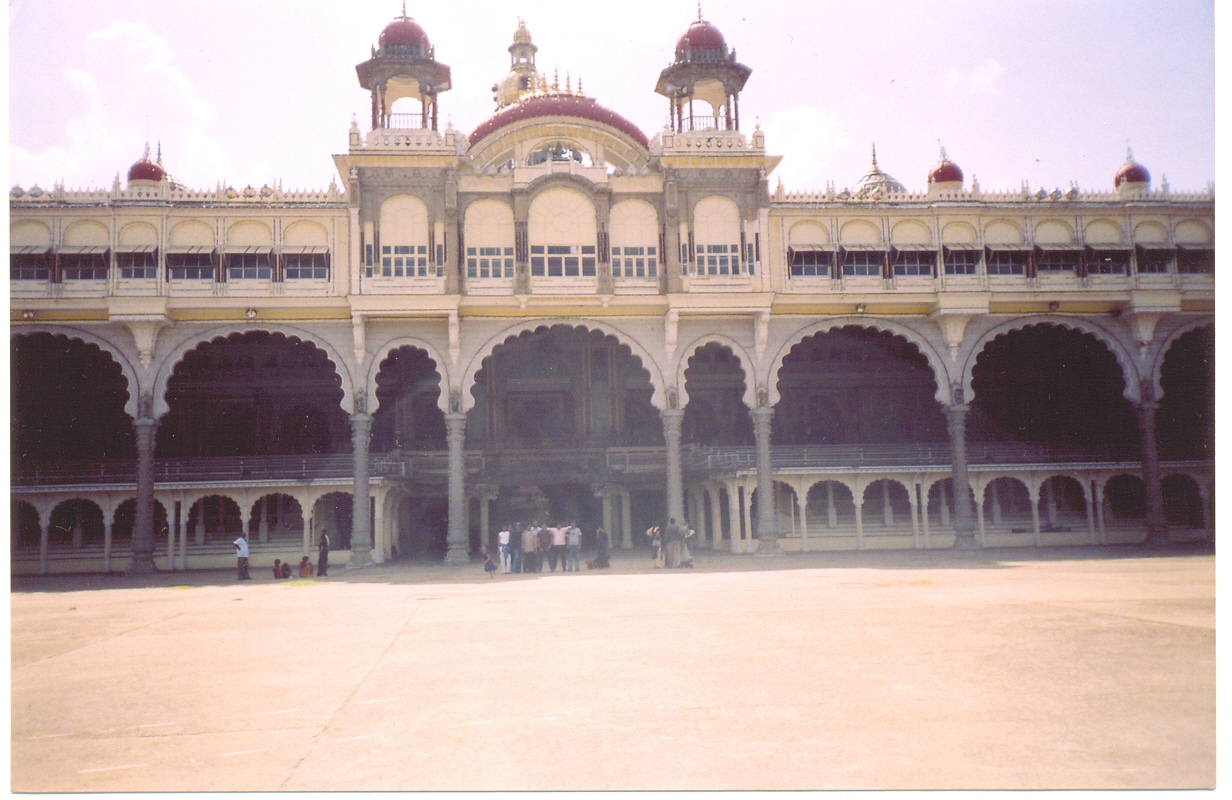
قصر ميسور.

هنري اروين (بالإنجليزية: Henry Irwin)‏ (24 يناير/كانون الثاني 1841 - 5 أغسطس/آب 1922)، كان مهندس معماري في الهند البريطانية. يعتبر من أحد رواد الهندسة المعمارية في مجال العمارة الهندية-الساراكينوسية وعضو في نقابة المهندسين الهندية. أعطي لقب صاحب في الراج البريطاني.
أنضم هنري اروين إلى دائرة الأشغال العامة المركزية في الهند عام 1886 وأصبح عضو فعالاً جداً في الربع الأخير من القرن التاسع عشر.

## أهم أعماله

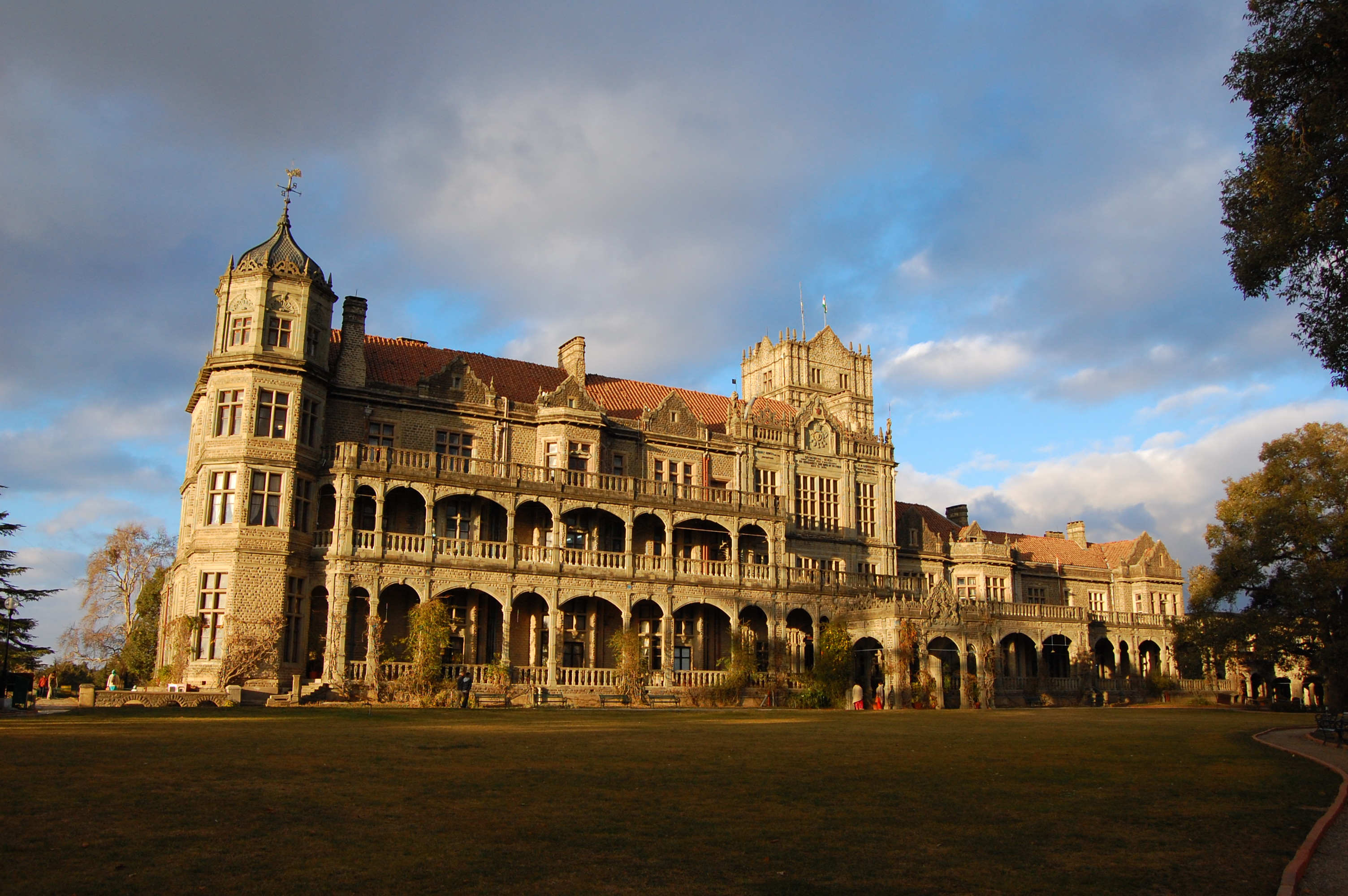
راشتراباتي نيواس في شيملا، بُني عام 1988.

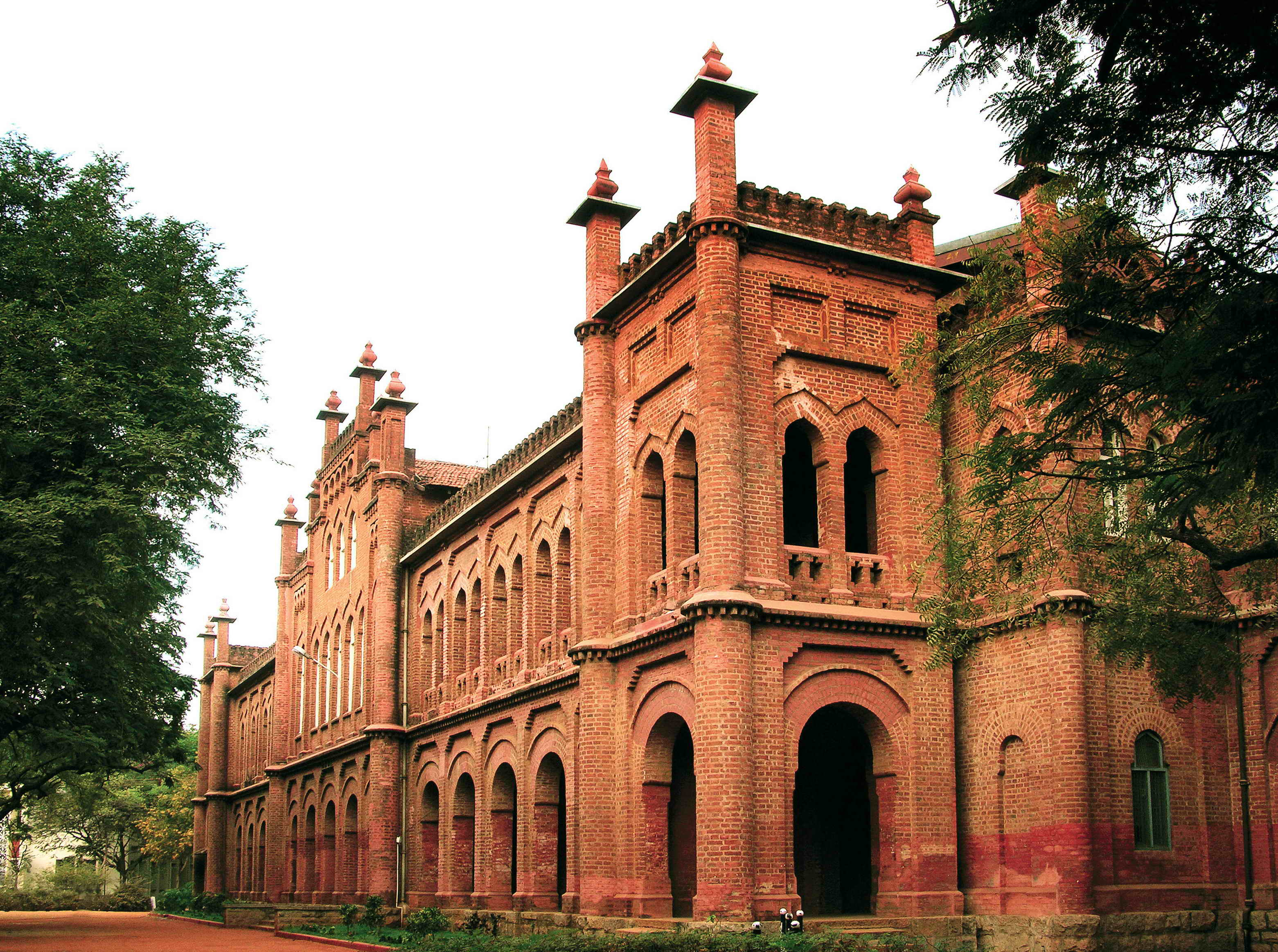
الكلية الأمريكية.

- فيلا آمبا، قصر الماهاراجا في ميسور.[2]
- محطة تشيناي المركزية، في تشيناي.
- المتحف الوطني، في تشيناي.
- المعهد الهندي للدراسات المتقدمة، في شيملا.
- مبني كلية الحقوق، في تشيناي.
- المقرات الرئيسية لشركة سكك الحديد تشيناي وجنوب ماهاراشترا (تُسمى الآن منطقة السكك الحديدية الجنوبية)، في تشيناي.
- المحكمة العليا في تشناي.
- المقرات الرئيسية لبنك مدراس (يُسمى الآن بنك الدولة الهندي)، في تشيناي.
- الكلية الأمريكية، في تشيناي.
- المدرسة الثانوية الهندوسية، في تشيناي.
- راشتراباتي نيواس، وهو منزل الحاكم العام للهند في شيملا.
- مسرح جايتي في شيملا.

## وصلات خارجية
- حياة هنري اروين، Higman Consulting GmbH